# Vård för pengarna
Vård för pengarna är ett regionalt parti i Södermanlands län som i landstingsvalet 2014 fick drygt 11% av rösterna. De fick därmed 8 av 71 mandat i landstingsfullmäktige.
Partiet grundades hösten 2013 av personal från Nyköpings lasarett. Ett av partiets grundidéer är att landstingets resurser skall omfördelas så att mer pengar går till vård, mindre pengar går till politisk styrning och central administration.
Ordförande i partiet är läkaren Jonas Lindeberg. Medan partiet satt i opposition från 2014 till 2018 delades gruppledarposten av Jonas Lindeberg och Lorena Ramos. År 2018 fick partiet drygt 18 % av rösterna i landstingsvalet, vilket innebar 15 mandat av 79 i landstingsfullmäktige. Vård för pengarna hamnade i majoritetstyre då de bildade koalition med Socialdemokraterna och Centerpartiet. Jonas Lindeberg fortsatte som partiledare samt landstingsråd med särskilt ansvar för sjuk- och hälsovårdsfrågor. Lorena Ramos blev landstingsråd med särskilt ansvar för personalfrågor. I slutet av 2019 avsade sig Lorena Ramos sin rådsplats och ersattes av Louise Wiklund. 
Partiet har med tiden breddats till att engagera sig i flera regionala frågor, även om sjuk- och hälsovården alltid är partiets återkommande kärnfråga. Partiet startades huvudsakligen av vårdpersonal, men har idag en bred samhällsrepresentation med företrädare från många branscher och yrkesgrupper i hela Sörmland.